# Zentropa
Zentropa (Центропа) — данська кінокомпанія, створена режисером 1992 року Ларсом фон Трієром і продюсером Пітер Аельбеком Єнсеном.

## Опис
Своїм ім'ям кінокомпанія Zentropa завдячує назві залізниці з фільму «Європа» (1991), на зйомках якого і розпочалася співпраця Трієра і Єнсена. Засновникам належить 25% акцій компанії. Ще 25% у власності працівників Zentropa. Решту 50% у лютому 2008 року викупила Nordisk Film.
Zentropa випустила більше 70 повнометражних фільмів і є найбільшою кінокомпанією у Скандинавії. Вона також має багато дочірніх компаній у Європі.
Найвідомішою продукцією Zentropa є низькобюджетні фільми, створені у рамках творчого напрямку Догма 95, у першу чергу це «Ідіоти» (1998), «Торжество» (1998) і «Остання пісня Міфуне» (1999). Zentropa також стала першою мейнстрімовою кінокомпанією, яка почала випускати хардкорні порнографічні фільми: «Constance» (1998), «Pink Prison» (1999), «HotMen CoolBoyz» (2000). Також компанія випускає музичні відеокліпи, документальні фільми, телепрограми тощо. Фільми виробництва Zentropa мають призи багатьох міжнародних фестивалів, зокрема Золоту пальмову гілку, Срібного ведмедя, нагороди Данської кіноакадемії, Оскар.
Zentropa має великий знімальний комплекс під назвою Filmbyen поблизу Копенгагена.

## Продукція
Повнометражні фільми, випущені компанією:
- Європа (1991)
- Королівство (1994)
- Розсікаючи хвилі (1996)
- Королівство II (1997)
- Ідіоти (1998)
- Constance (1998)
- Pink Prison (1999)
- HotMen CoolBoyz (2000)
- Italiensk for begyndere (2000)
- Та, що танцює у темряві (2000)
- Okay (2002)
- Догвіль (2003)
- It's All About Love (2003)
- De fem benspænd (2003)
- Brødre (2004)
- Ørnen: En krimi-odyssé (2004)
- All About Anna (2005)
- Мандерлей (2005)
- Люба Венді (2005)
- Найголовніший бос (2006)
- Efter brylluppet (2006)
- Om natten (2007)
- Антихрист (2009)
- Zoomerne (2009)
- Vanvittig forelsket (2009)
- The Red Chapel (2010)
- Wie man leben soll (2010)
- Kvinden der drømte om en mand (2010)
- En familie (2010)
- Donkeys (2010)
- Помста (2010)
- Smukke mennesker (2010)
- Sandheden om mænd (2010)
- Perfect Sense (2011)
- Меланхолія (2011)
- Viceværten (2011)
- Полювання (2012)